# Enel (Perú)
Enel Perú (anteriormente Edelnor), fue una subsidiaria del grupo Enel, multinacional italiana del sector energético, que participaba en el mercado peruano en el sector de la Generación y Distribución de energía. En el país tiene centrales de energía de diversas fuentes: hidroeléctrica, eólica, solar y termoeléctrica.
La compañía alcanzó los 1,590.47 MW de potencia efectiva a través de su subsidiaria Enel Generación Perú (el 44% de esta producción provino de la energía hidroeléctrica y el resto de la termoeléctrica). Por otro lado, en el campo de la distribución abastece a más de 1,4 millones de usuarios de Lima Metropolitana y algunas zonas del Norte Chico.
En agosto de 2024 se concretó el proceso de venta a la China Southern Power Grid que pasará a llamarse Pluz Energía Perú.

## Historia

### Inicios (1906 - 1992)
El origen de las empresas de Enel Generación Perú y Enel Distribución Perú se remonta a la creación de Empresas Eléctricas Asociadas en el año 1906, una empresa privada que se dedicaba a la generación, transmisión y distribución de electricidad. Esta empresa fue estatizada durante el período del Gobierno Revolucionario de la Fuerza Armada en 1974 convirtiéndose en la compañía estatal Electrolima. En el año 1992, durante el gobierno de Alberto Fujimori, se promulgó la Ley de Concesiones Eléctricas como parte del proceso de promoción de la inversión privada dividiendo a Electrolima en las unidades de negocio de generación, transmisión y distribución y abriendo el paso a las privatizaciones de muchas empresas públicas. Por su parte, en 1994 la Empresa Electricidad del Perú S.A. (Electroperú), que se encargaba de abastecer de energía al norte del país, pasa por un proceso similar dividiéndose en diferentes empresas generadoras de energía.

### Fragmentación y privatización (1992 - 2016)
A inicios de 1994 se dispuso la fragmentación de Electrolima en 5 empresas de sociedad anónima: Empresa de Generación Eléctrica de Lima (Edegel), Empresa de Distribución Eléctrica de Lima y Norte (Edelnor), Empresa de Distribución Eléctrica de Lima - Sur (Edelsur), Empresa de Distribución Eléctrica de Chancay (EdeChancay) y la Empresa de Distribución Eléctrica de Cañete (EdeCañete). Más adelante la española Endesa se adjudicó la mayoría de acciones de Edelnor y EdeChancay, permitiendo que Edelnor absorba a EdeChancay y cambiando su denominación social a Empresa de Distribución Eléctrica Lima Norte - Edelnor S.A. Finalmente, el 19 de septiembre de 1998 se modificó el estatuto social convirtiendo a la empresa en una sociedad anónima abierta (Edelnor S.A.A.).
En tanto, Edegel es comprada por el consorcio Generandes (también de Endesa) el 30 de noviembre de 1995, constituyéndose en 1996 la nueva sociedad denominada Edegel S.A. Más adelante, en 1998 se modificó su estatuto social adaptándose a su condición de sociedad anónima abierta y cambiando su razón social a Edegel S.A.A. En el 2006, Edegel absorbe a la Empresa de Generación Termoeléctrica Ventanilla S.A. (Etevensa) añadiendo a su portafolio la Planta Termoeléctrica de Ventanilla.
Por otro lado, en 1994 la estatal Electroperú se divide en las siguientes empresas de sociedad anónima: Empresa de Generación Eléctrica Mantaro, Empresa de Generación Eléctrica Cahua, Empresa de Generación Eléctrica Cañón del Pato, Empresa de Generación Eléctrica Carhuaquero, Empresa de Generación Térmica Chimbote Trujillo. Dos años después, en 1996, la Empresa de Generación Eléctrica Carhuaquero se convierte en la Empresa Eléctrica de Piura (Eepsa). 
El proceso de privatización se extendió hasta 2002, momento en que se enajenaron todas las acciones en posesión del Estado. Posteriormente, Endesa adquirió la totalidad de sus acciones mediante sus filiales. Más adelante, tras la adquisición de la mayoría de las acciones de la española Endesa por parte de Enel, todas las filiales de Endesa se integraron en la multinacional italiana.

### Cambio de nombre a Enel (2016)
Durante el 2016, por acuerdo de las Juntas Generales de Accionistas de estas empresas que tenían participación mayoritaria por parte del grupo Enel en Perú, se aprobó el cambio de los nombres de las empresas Edelnor, que pasó a llamarse Enel Distribución Perú; Edegel, que comenzó a llamarse Enel Generación Perú; y Eepsa, cuyo nombre cambió a Enel Generación Piura.

### Salida de Enel del Perú y venta de activos
En 2023, la empresa matriz de Enel Perú, la italiana Enel. decidió hacer una reingeniería corporativa que dentro del plan estratégico está el de enfocarse en solo 6 países (Italia, España, Estados Unidos, Brasil, Chile y Colombia) que serían centrales para la compañía, provocando la retirada de Perú y Argentina a nivel sudamericano. Tras ello la matriz continental de Enel Perú, Enel Américas (con sede en Chile, país donde la compañía decidió permanecer), decidieron vender todos los activos en los países que se retiraran. En el caso del Perú, los activos de Enel Generación Perú o EDEGEL fueron vendidos a la empresa británica Actis que controla a la empresa Niagara Energy. Mientras que para Enel Distribución (Edelnor) y Enel X, la empresa decidió vender todos los activos a la empresa estatal china China Southern Power Grid International (CSGI) mediante un acuerdo de compra de activos por cerca de US$3.000 millones de dólares. Tras el cierre de la primera fase, el Estado tuvo varias observaciones y desacuerdos que no permitirían la culminación de la segunda y última fase, abriendo la posibilidad que el acuerdo no se cierre. Las autoridades competentes y medios empresariales y de comunicación, profesaron que una posible compra por parte de la CSGI podría causar un gran efecto que atenta contra la competencia, esto debido a que, si la compra se concretará todo el control de la energía eléctrica en Lima y Callao quedaría en manos de empresas cuyo propietario sería el Gobierno Chino, provocando un posible monopolio en la electricidad en Lima y en el Perú (las dos compañías de distribución en Lima, manejan más de la mitad del mercado eléctrico del país), considerando que la empresa que complementa a Enel Distribución en la distribución eléctrica en Lima, Luz del Sur, fue adquirido en 2019 por la empresa estatal China Three Gorges Corp. de la SASAC, por lo tanto ambas compañías serían del mismo grupo económico, algo restringido para Lima según la Ley. Se aclara que las tarifas podrían aumentar en caso de la compra, pero estas serían moduladas y fijadas por el Osinergmin, quien las regula.
Además vale mencionar que en octubre de 2023, en un reportaje del periódico The Financial Times indicaba que el  Gobierno de los Estados Unidos le expresó su «preocupación» al gobierno peruano por el control de infraestructura estratégica en territorio peruano por parte de diversas empresas estatales chinas — vinculadas a su vez al Partido Comunista Chino —, como en el control de empresas en sectores como la energía eléctrica, empresas mineras y en infraestructura como el Puerto de Chancay, ubicado en Chancay (distrito que además está dentro de la zona de concesión de distribución eléctrica de Enel Perú).
Por lo tanto para poder concretar o no la compra, la decisión final recaería en el Estado Peruano a través de Indecopi. 

## Actividades

### Distribución
A través de Enel Distribución Perú, la compañía distribuye energía a los distritos de la zona norte y centro de Lima Metropolitana, toda la provincia constitucional del Callao y las provincias de Huaura, Huaral, Canta, Barranca y Oyón. 
La zona de concesión, que abarca un área de 1550 km², cubre 52 distritos de forma exclusiva (del centro y norte de la ciudad, y del departamento), mientras que comparte otros 5 distritos (San Isidro, El Agustino, San Antonio, Jesús María y La Victoria) con la empresa distribuidora de la zona sur y este de Lima, distribuyendo energía a más 1.4 millones de clientes finales o sea más de la mitad de la población de Lima Metropolitana y del Departamento de Lima.

#### Zona de Concesión

##### Distritos
En Lima Metropolitana: Carabayllo, Ancón, Puente Piedra, Santa Rosa, Comas, Independencia, Los Olivos,  San Martín de Porres, Rímac, Cercado de Lima (exceptuando la zona de Santa Beatriz, el triángulo de Grau y el Centro Cívico), La Victoria (solo la zona de Manzanilla), Breña,  Pueblo Libre,  San Miguel, Magdalena del Mar,  Jesús María (excepto la zona norte, la de Santa Beatriz y el límite con Lince), San Isidro (solo la zona costera), El Agustino (excepto la zona este, la del Cerro San Pedro y La Atarjea), San Juan de Lurigancho, Lurigancho (solo algunas zonas de Jícamarca), Bellavista, La Perla, La Punta, Carmen de la Legua-Reynoso, Callao, Ventanilla y Mi Perú.
En Lima Región: Distrito de San Antonio de Chaclla (Anexo 22) y distritos de la Provincias de Huaura, Huaral, Canta, Barranca (excepto Paramonga) y Oyón.

### Generación
Tiene una capacidad instalada de más de 1940 MW que se dividen en 1162 MW en generación térmica y 779 MW en generación hidráulica. A través de su filial Enel Generación Perú, cuenta con 9 centrales: 7 de ellas hidroeléctricas y 2 termoeléctricas en Lima (Central de Santa Rosa y Ventanilla). Por su parte, la filial Enel Generación Piura tiene a su cargo la Central Térmica Malacas. Finalmente, a través de su filial de energías renovables, Enel Green Power Perú, tiene 2 centrales de energías renovables: una solar (Rubí) y otra eólica (Wayra I).

#### Central Solar Rubí
Esta planta solar, inaugurada en marzo del 2018, es capaz de generar 440 GWh al año, tiene 560 880 paneles solares distribuidos en 400 hectáreas del desierto de la provincia de Mariscal Nieto, región Moquegua. Además cuenta con 41 unidades de conversión que reúnen la energía eléctrica y la transforman de corriente continua a corriente alterna para hacer más eficiente su transporte. También tiene la Subestación Rubí que eleva la tensión de la energía para que viaje 21 km por las líneas de alta tensión hasta la Subestación de Transmisión Montalvo para alimentar al Sistema Eléctrico Interconectado Nacional.

#### Planta Eólica Wayra I
Inaugurada en julio de 2018, esta central está ubicada en el distrito de Marcona, provincia de Nazca, región Ica. en la que esta Parque Eólico Marcona Es capaz de aprovechar los vientos del desierto con una velocidad media anual de 8,6 m/s a 80 metros de altura. Tiene 42 aerogeneradores de 90 metros de altura con los que produce hasta 600 GWh al año o el equivalente al consumo de más de 483 mil hogares. Esta energía es medida y administrada en la Subestación Flamenco para luego ser entregada al SEIN.

## Otros proyectos en Perú
Además de los proyectos de generación de energía, la empresa llevó a cabo diversos programas y proyectos vinculados a la sostenibilidad.

### Taxis eléctricos
Esta iniciativa se lleva a cabo gracias a la filial de Enel X en Perú que desarrolla el primer proyecto piloto de taxis eléctricos en el país. Durante seis meses, dos de estos autos eléctricos recopilarán información con el objetivo de sentar las bases para la promoción de la movilidad eléctrica y ampliar el proyecto con una nueva flota de hasta 30 unidades. Este proyecto se implementa gracias a la colaboración de aliados estratégicos: El fabricante BYD, proveedor de los vehículos; y Taxi Directo, encargado de la operación y permisos para circular. Por su parte, Enel X facilita el suministro de los cargadores inteligentes.

### Alumbrado público LED
Enel Distribución Perú instaló más de 400 luces LED de alumbrado público en las principales avenidas de los distritos del Callao, El Agustino y La Punta. Estos dispositivos generan un ahorro de energía ya que consumen 30% menos que una luminaria convencional de sodio y están preparados para integrarse a un sistema de telegestión como el que existe en las avenidas Precursores y Parque de las Leyendas del distrito de San Miguel.

### Bus Eléctrico
Este plan piloto de Enel X integra un bus eléctrico en la ruta comercial del Corredor Rojo (Javier Prado - La Marina - Faucett) operado por Protransporte (actual Autoridad de Transporte Urbano (ATU)). El vehículo eléctrico recorrerá las pistas por un período de un año para elaborar un informe de replicabilidad que favorezca una posterior implementación de un sistema de transporte urbano eléctrico en el país.

### Núcleo Enel
Como parte de su apoyo a la educación, Enel Perú auspicia a uno de los 21 grupos (conocidos como “núcleos”) de la fundación Sinfonía por el Perú del tenor Juan Diego Flórez. Este núcleo es integrado por más de 500 niños, niñas y adolescentes que reciben clases de canto y música en el Colegio Nacional Andrés Bello en Pueblo Libre. El programa busca formar a los participantes en la música para que desarrollen valores y hábitos que influyan positivamente en sus vidas.

### DAR Callahuanca
El Programa de Desarrollo Agrícola Rural (DAR) es impulsado por Enel y coejecutado por Cáritas del Perú y Cáritas Chosica. Su objetivo es ayudar a las familias productoras de cultivos de Callahuanca, en Huarochirí, que fueron impactadas por el “Fenómeno de El Niño Costero”. A través de esta iniciativa los agricultores recuperan sus tierras para el cultivo, mejoran su producción y encuentran nuevos mercados.

### IST Pachacútec
Enel promueve la carrera de Electrotecnia Industrial en el Instituto Superior Tecnológico Nuevo Pachacútec (que forma parte de la Fundación Pachacútec creada por el Obispado del Callao). Los egresados, además de contar con un título a nombre de la Nación, tienen un índice de inserción laboral de 97% lo que asegura su éxito en el futuro.